# Arno Calleja
Pour les articles homonymes, voir Calleja.
Arno Calleja, né en 1975 à Marseille, est un poète français.

## Biographie
Arno Calleja a étudié la philosophie et a publié ses premiers textes dans des revues au début des années 2000.
Il co-dirige, avec Laura Vazquez, la revue Muscle, pratique fréquemment la lecture publique de ses textes (avec le groupe Arlt, à la Maison de la poésie)  et anime des ateliers d'écriture, notamment au CIPM . Il est membre de la rédaction de la revue la mer gelée, à laquelle il contribue régulièrement.
En septembre 2020, il publie son deuxième livre aux éditions Vanloo : La mesure de la joie en centimètres, salué notamment par Christophe Claro, Libération Art press et sitaudis. Chez le même éditeur paraît en 2021 La rivière draguée.

## Publications
- Criture, éditions Inventaire/Invention, 2006.
- À la bétonnière, éditions Le Quartanier, 2007[11].
- La Performance, éditions Joca Seria, 2012[12].
- Tu ouvres les yeux tu vois le titre, éditions Le Nouvel Attila, 2018[13].
- Astropoèmes, avec Laura Vazquez, éditions L'Arbre à paroles, 2018[14].
- Un titre simple, éditions Vanloo, 2019[15].
- La Mesure de la joie en centimètres, Vanloo, 2020[16].
- La Rivière draguée, Vanloo, 2021.